# Hehe jezik
Hehe jezik (ISO 639-3: heh; kihehe), nigersko-kongoanski jezik centralne bantu skupine, kojim govori 805 000 ljudi (2006; pripadnici etničke skupine Hehe) u tanzanijskoj regiji Iringa. Leksički mu je najbili jezik bena [bez] (65%) i pangwa [pbr] (59%).
Zajedno s jezicima bena [bez], konga [zga], kisi [kiz], magoma [gmx], manda [mgs], pangwa [pbr], sangu [sbp] i vwanji [wbi], svi iz Tanzanije čini podskupinu bena-kinga (G.60). 

## Vanjske poveznice
- Ethnologue (14th)
- Ethnologue (15th)